# Позориште у Епидауру
Позориште у Епидауру (енгл. Ancient Theatre of Epidaurus) je позориште у грчком граду Епидауру, који се налази на југоисточном крају светилишта посвећеног старогрчком Богу медицине, Асклепију. Изграђен је у близини Лигоуриа и припада општини Епидаур. Сматра се најсавршенијим старогрчким позориштем с обзиром на акустику и естетику.
Позориште је као део веће целине од изузетног историјског значаја од 1988. године под заштитом УНЕСКА.

## Историја
Према Паусанију, античко позориште саграђено је крајем 4. века пре нове ере архитектуром Поликлета. Паусаније хвали позориште због његове симетрије и лепоте. Максимални капацитет гледалаца је од 13.000 до 14.000. Позориште је посвећено музици, певању и драмским играма које су биле у част Асклепију. Такође је коришћен као средство за лечење пацијената, јер је постојало уверење да посматрање драматичних представа има позитивне ефекте на ментално и физичко здравље.
Данас позориште привлачи велики број грчких и страних посетилаца и користи се за извођење античких драмских представа. Прва модерна представа изведена у позоришту била је Софоклова трагедија Електра, 1938. године, у главној улози Катина Паксина.
Представе су обустављене због Другог светског рата. У оквиру организованог фестивала, почеле су поново 1954. Године 1955. основане су као годишњи догађај за представљање античке драме. Фестивал Епидаур се наставља и данас. Одржава се у летњим месецима.
Позориште се спорадично користи за организовање великих музичких догађаја. У оквиру фестивала Епидаур појавили су се познати грчки и страни глумци, укључујући грчку оперску певачицу Марију Калас, која је извела Норму 1960. године.

## Карактеристике
Позориште задржи карактеристичну хеленистичку структуру који има аудиторијум и оркестар. За време римског царства, ово позориште (за разлику од многих грчких позоришта) није претрпело никакве промене.
Позориште је грађено у две фазе: прва крајем 4, а друга средином 2. века пре нове ере.
Аудиторијум је подељен на два неједнака дела, доње и горње позориште, који су одвојени хоризонталним ходником којим се крећу гледаоци (ширина 1,82 м). Доњи део позоришта за аудиторијум подељен је на дванаест делова, док је горњи део подељен на двадесет два дела. Доњи редови горњег и доњег аудиторијума су места која су резервисана за угледне људе. Дизајн аудиторијума је јединствен и заснован је на три центра. Захваљујући овом посебном дизајну, архитекте су постигле и оптималну акустику и отвор за боље гледање. Чак и до највиших редова седишта која се налазе на 60 метара висине јасно допиру звукови и гласови из најнижег централног дела.
Кружни оркестар, пречника 20 м, представља средиште позоришта. У средини је кружна камена плоча, основа олтара или тимијана. Оркестар је окружен посебним подземним одводним цевоводом ширине 1,99 м, који се назива еурипос.
Изглед сцене (који је делимично сачуван данас) потиче још из хеленистичког периода и састоји се од просценијума.

## Ископине
Прво систематско ископавање позоришта почело је 1881. године од археолошког друштва и сачуван је у врло добром стању захваљујући рестаурацијама Кавадиаса (1907), Орландоса (1954—1963) и одбора за очување споменика Епидаура (од 1988 до 2016).

## Даље читање
- Defrasse A. and  Lechat H., Epidaure: restauration et description des principaux monuments d u sanctuaire d’Asclépios, 'Paris, '1895
- Γώγος Σ., Γεωργουσόπουλος  Κ. – Ομάδα Θεατρολόγων, «ΕΠΙΔΑΥΡΟΣ: το Αρχαίο Θέατρο και οι Παραστάσεις»,  Αθήνα 2004
- A. von Gerkan, W. Müller-Wiener, Das Theater von Epidaurus, Stuttgart 1961
- Καββαδίας Π., Το Ασκληπιείο της Επιδαύρου Επανέκδοση του έργου Το Ιερόν του Ασκληπιού εν Επιδαύρω και η θεραπεία των ασθενών (Αθήνα 1900)
- Καζολιάς Ε., Μελέτη προστασίας, συντήρησης και αποκατάστασης του σκηνικού οικοδομήματος του αρχαίου θεάτρου Επιδαύρου, α΄φάση: άμεσα μέτρα προστασίας και αποκατάστασης των ευπαθών τμημάτων. Επίδαυρος 2010
- Β. Λαμπρινουδάκης, Ε. Καζολιάς, Μ. Σοφικίτου, Το πρόγραμμα έρευνας, αποκατάστασης και ανάδειξης του αρχαίου θεάτρου Ασκληπιείου Επιδαύρου, εισήγηση στο Διεθνές Συνέδριο «Το αρχαιολογικό έργο στην Πελοπόννησο», Τρίπολη, 7-11 Νοεμβρίου 2012.
- Μπολέτης Κ., Ιστορικό των νεότερων επεμβάσεων στο θέατρο του Ασκληπιείου Επιδαύρου και στον ευρύτερο χώρο του έως το 1989, Αρχαιολογικό, Δελτίο,Ανάτυπο,  Μέρος Α΄:  Μελέτες, Τόμος 57, 2002
- Ομάδα Εργασίας για τη συντήρηση των μνημείων Επιδαύρου, Το Ασκληπιείο της Επιδαύρου: η έδρα του θεού γιατρού της αρχαιότητα, η συντήρηση των μνημείων του, Περιφέρεια Πελοποννήσου, 1999
- Παπαχατζής Νικ. Δ. Παυσανίου Ελλάδος Περιήγησις, βιβλίο 2ο: ΛΑΚΩΝΙΚΑ, Μετάφραση, Αθήνα, 1989